# 히스티딘올 탈수소효소
히스티딘올 탈수소효소(영어: histidinol dehydrogenase) (EC 1.1.1.23)는 다음과 같은 화학 반응을 촉매하는 효소이다.
L-히스티딘올 + 2 NAD+ ⇄ L-히스티딘 + 2 NADH + 2 H+
히스티딘올 탈수소효소의 2가지 기질은 L-히스티딘올, NAD+이며, 3가지 생성물은 L-히스티딘, NADH, H+이다.
히스티딘올 탈수소효소는 산화환원효소 부류에 속하며, 특히 공여체가 CH-OH기이고 수용체가 NAD+ 또는 NADP+인 효소에 속한다. 히스티딘올 탈수소효소는 세균, 균류 및 식물에서 히스티딘의 생합성에서의 말단 단계, 즉 L-히스티딘올의 히스티딘으로의 4-전자 산화를 촉매한다.
4-전자 탈수소효소에서 단일 활성 부위는 2개의 분리된 산화 단계를 촉매한다. 기질인 알코올을 중간생성물인 알데하이드로 산화시키는 단계, 알데하이드를 생성물인 산, 이 경우에는 히스티딘으로의 산화시키는 단계가 포함된다. 반응은 단단하게 결합된 또는 공유 결합된 중간생성물을 통해 진행되며, 2개의 NAD+ 분자가 필요하다. 대부분의 탈수소효소들과는 대조적으로 기질은 NAD+ 조효소에 앞서서 결합된다. 시스테인(Cys) 잔기는 두 번째 산화 단계의 촉매 메커니즘과 관련이 있다.
세균에서 히스티딘올 탈수소효소는 단일 사슬 폴리펩타이드이다. 균류에서 히스티딘올 탈수소효소는 히스티딘 생합성의 3가지 상이한 단계들을 촉매하는 다기능성 효소의 C-말단 도메인이다. 식물에서 히스티딘올 탈수소효소는 핵에서 단백질 전구체로 발현되며 엽록체로 이동한다.

## 명명법
히스티딘올 탈수소효소의 계통명은 L-히스티딘올::NAD+ 산화환원효소(영어: L-histidinol:NAD+ oxidoreductase)이다. 일반적으로 사용되는 다른 이름으로는 L-히스티딘올 탈수소효소(영어: L-histidinol dehydrogenase)가 있다.

## 유전자의 공동 조절
히스티딘올 탈수소효송 유전자(HIS4)는 아미노산 선택압 하에 있으면 인접한 유전자를 공동 조절하는 것으로 나타났다.

## 구조 연구
2007년을 기준으로 이러한 부류의 효소에 대해 PDB 접근 코드 1K75, 1KAE, 1KAH, 1KAR의 4가지 구조가 해결되었다.

## 같이 보기
- L-히스티딘
- 탈수소효소
- 산화환원효소

## 더 읽을거리
- Adams E (1954). “Enzymatic synthesis of histidine from histidinol”. 《J. Biol. Chem.》 209 (2): 829–846. doi:10.1016/S0021-9258(18)65512-7. PMID 13192138.
- Adams E (1955). “L-Histidinal, a biosynthetic precursor of histidine”. 《J. Biol. Chem.》 217 (1): 325–344. doi:10.1016/S0021-9258(19)57184-8. PMID 13271397.
- Yourno J, Ino I (1968). “Purification and crystallization of histidinol dehydrogenase from Salmonella typhimurium LT-2”. 《J. Biol. Chem.》 243 (12): 3273–6. doi:10.1016/S0021-9258(18)93303-X. PMID 4872177.
- Loper JC (1968). “Histidinol dehydrogenase from Salmonella typhimurium Crystallization and composition studies”. 《J. Biol. Chem.》 243 (12): 3264–72. doi:10.1016/S0021-9258(18)93302-8. PMID 4872176.